# Carl Anderson (acteur)
Pour les articles homonymes, voir Anderson et Carl Anderson.
Carl Anderson est un chanteur et acteur américain né à Lynchburg en Virginie le 27 février 1945 et mort le 23 février 2004 à Los Angeles en Californie.
Il est principalement connu pour avoir interprété le rôle de Judas Iscariote dans l'opéra-rock Jesus Christ Superstar (1973) d'Andrew Lloyd Webber et Tim Rice.

## Filmographie

### Cinéma
- 1973 : Jesus Christ Superstar
- 1985 : La Couleur pourpre de Steven Spielberg

### Télévision
- 1978 : Starsky et Hutch (Starsky & Hutch) – Ralph (1 épisode)

## Nominations et récompenses
- Nommé pour 2 Golden Globes en 1974 pour Jesus Christ Superstar[1]